# Budynek Sądu Rejonowego w Rozwadowie
Budynek Sądu Rejonowego w Rozwadowie – dawny budynek sądu rejonowego oraz powiatowego w Rozwadowie (obecnie osiedle Stalowej Woli), położony przy ul. Rozwadowskiej 12. Wpisany do rejestru zabytków nieruchomych woj. podkarpackiego.

## Historia

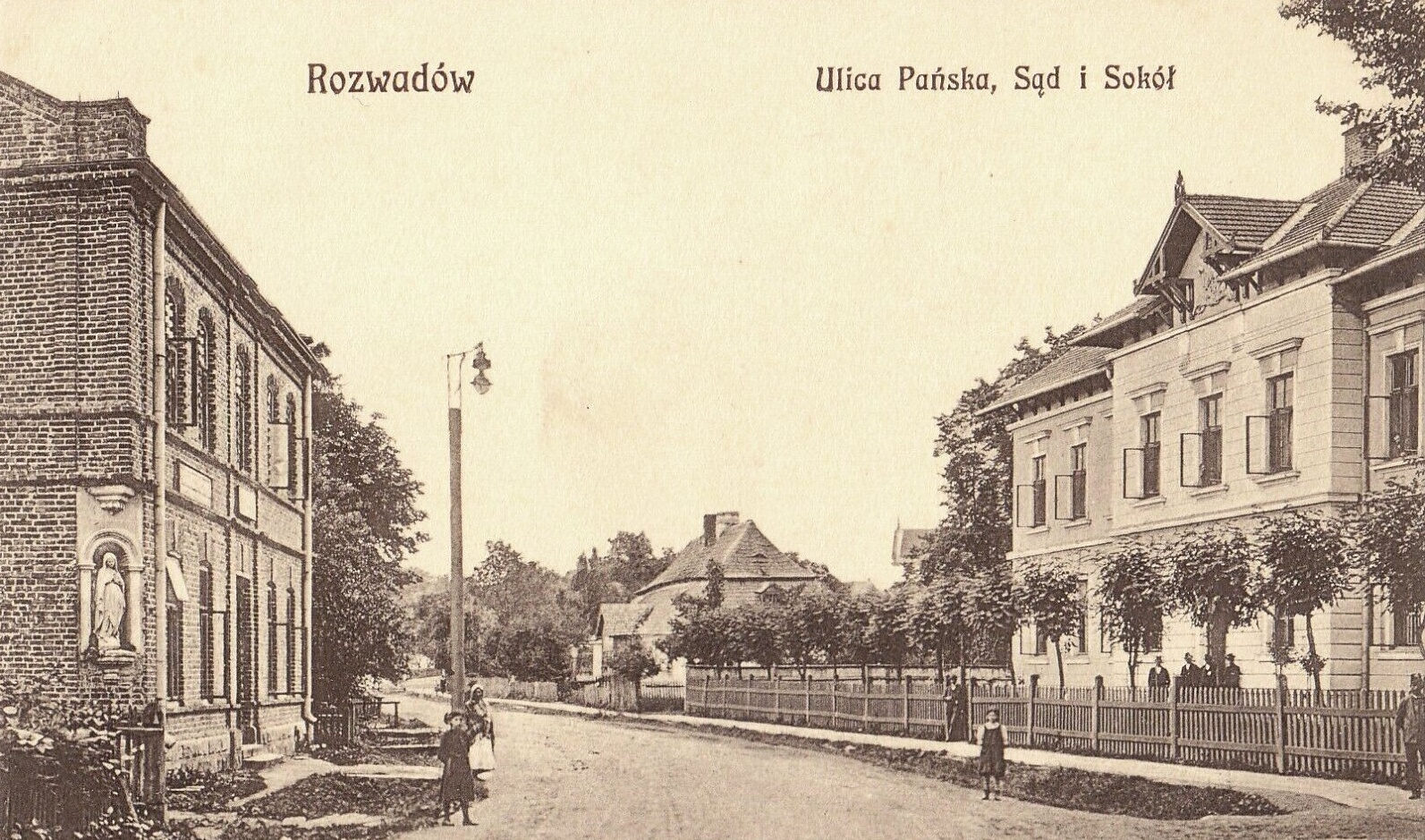
Budynek sądu w 1905 (po prawej)

Jednopiętrowy, murowany budynek CK sądu, wybudowany w stylu eklektycznym, przy skrzyżowaniu ulic – obecnej ul. Rozwadowskiej 12 (ówczesna ul. Pańska) i ul. Jarosława Dąbrowskiego. Skierowany frontem na ul. Rozwadowską. Siedzibę sądu wybudowano w 1905 z inicjatywy władz austriackiego zaborcy. Brak jest jednak szczegółowych informacji dotyczących historii i architektury powstania tego obiektu. Wiadomo jedynie, że teren na którym wzniesiono budynek był bardzo bagnisty w związku z czym postawiono go na tzw. „betonowych plombach”. Równocześnie zostało wybudowane więzienie na placu za budynkiem głównym (obecny adres: ul. Rozwadowska 12a).
W okresie od co najmniej 1870 do 1878, sędzią w Rozwadowie był Alfons Karpiński, ojciec malarza, także Alfonsa Karpińskiego. W byłym budynku sądu znajduje się wystawa dzieł malarza.
W okresie II wojny światowej w budynku prowadzono punkt opatrunkowy PCK, a następnie szpital polowy. W nocy z 30 na 31 grudnia 1943, żołnierze Narodowej Organizacji Wojskowej podjęli nieudaną próbę odbicia z więzienia obok budynku kpt. Adama Mireckiego, ówczesnego komendanta okręgu lwowskiego NOW.
Budynki te zachowały się do czasów obecnych i pełniły funkcję siedziby miejscowego sądu, tj. Sądu Rejonowego w Rozwadowie do 2012. W 2018 rozpoczęto prace konserwatorskie i remontowe budynku. Modernizacja budynku została zakończona pod koniec 2018.

## Obecnie
Zespół budynków obejmujący były budynek sądu oraz aresztu sądowego, użytkowany jest przez Muzeum Regionalne w Stalowej Woli.